# Anomala iridicollis
Anomala iridicollis är en skalbaggsart som beskrevs av Ohaus 1914. Anomala iridicollis ingår i släktet Anomala och familjen Rutelidae. Inga underarter finns listade i Catalogue of Life.